# 후나키 가즈오
후나키 가즈오(일본어: 舟木一夫, 1944년 12월 12일 ~ )는 일본의 엔카 가수이다. 본명은 우에다 시게유키(일본어: 上田成幸).

## 약력
데뷔 당시 첫 소속사는 호리 프로덕션, 현재의 호리 프로였다. 당시의 예명은 후나키 가즈오 (舟木和夫, 한자가 다르다)로 예정되었지만, 자신의 희망으로 후나키 가즈오 (舟木一夫)로 바뀌었다. 느긋하고 차분한 목소리의 미성으로 1960년대를 중심으로 히트를 하였다. 같은 시기에 데뷔한 하시 유키오, 사이고 데루히코와 함께 "세 대가"로 인기를 모은다.